# Крэгг, Алистер
Алистер Йен Крэгг (англ. Alistair Ian Cragg; род. 13 июня 1980 года) — ирландский легкоатлет. Рекордсмен Ирландии на дистанциях 5 км и 10 км, также удерживает за собой рекорд Европы на дистанции 5 км, установленный им в 2012 году. Участник летних олимпиад 2004, 2008 и 2012 годов. Женат на легкоатлетке Эми Гастингс с 2014 года.

## Биография
Алистер был третьим из четверых сыновей южноафриканского бегуна на средние дистанции Реймонда Крэгга и его жены Джилл.
После смерти младшего брата Алистера, Эндрю, семья переехала из ЮАР в Лондон.
Старший брат Алистера, Дункан, учился в Южном методистском университете от 1994—1999, туда же поступил Алистер в 2000 году. В свой первый беговой сезон он получил травму и неудачно закончил региональную встречу в Дентоне, штат Техас.
В следующем году, по совету тренера Джона Макдональда он перевёлся в Университет Арканзаса, где сделал выдающуюся карьеру, выиграв индивидуальные титулы NCAA на трассах диной 3000 м, 5000 м и 10 000 м.
Выступая за Арканзас, он становился чемпионом NCAA семь раз.
В 2003—2004 годах он был признан спортсменом года Юго-Восточной конференцией и ассоциацией USTFCCCA.
На соревнованиях юниоров Крэгг выступал за ЮАР, но с 2003 года стал выступать за Ирландию, поскольку имел двойное гражданство, так как родители его матери были ирландцами.
Крэгг дебютировал под флагом Ирландии на чемпионате Европы по кроссу в 2003, где он занял 8-е место. В летних Олимпийских играх в Афинах в 2004 году он закончил как лучший европейский бегун в забеге 5000 м, заняв 12-ю позицию в итоговой таблице. Крэгг выиграл золотую медаль на Чемпионате Европы 2005 года на дистанции 3000 м. К сожалению, он не смог развить успех, как травма заставила его пропустить большую часть сезона, в том числе чемпионат мира по лёгкой атлетике 2005 года.
Крэгг хорошо начал сезон 2006 и занял 4 место на чемпионате мира в помещении. Он был одним из претендентов на медаль в 5000 м на чемпионате Европы, но выбыл в финальном забеге. В начале сезона 2007, Крэгг прошёл квалификацию Olympic 'A' для Олимпийских игр 2008 года в 1500 м, 5000 м и 10 000 м. В последнем случае, он побил семилетний ирландский рекорд на дистанции.
На чемпионате Ирландии по кроссу 2007, проходившем в Белфасте, он занял второе место.
На летних Олимпийских играх 2008 года в Пекине, Крэгг участвовал в забегах на 1500 м и 5000 м. Он не прошел квалификацию в отборочном туре на 1500 м, заняв 8-е место со временем 3:44,90. На дистанции 5000 м, он занял шестое место в своей группе со временем 13:38,57 и прошёл финал, но не закончил финальный забег.
В следующие года Крэгг участвовал в забеге на 5000 м на Чемпионате Европы 2010 года, где сошёл с дистанции, на Чемпионате мира 2011 года, где пришёл четырнадцатым, и на Олимпиаде в Лондоне, где выбыл в отборочном туре.